# トレイ
- トレイ
- トレー

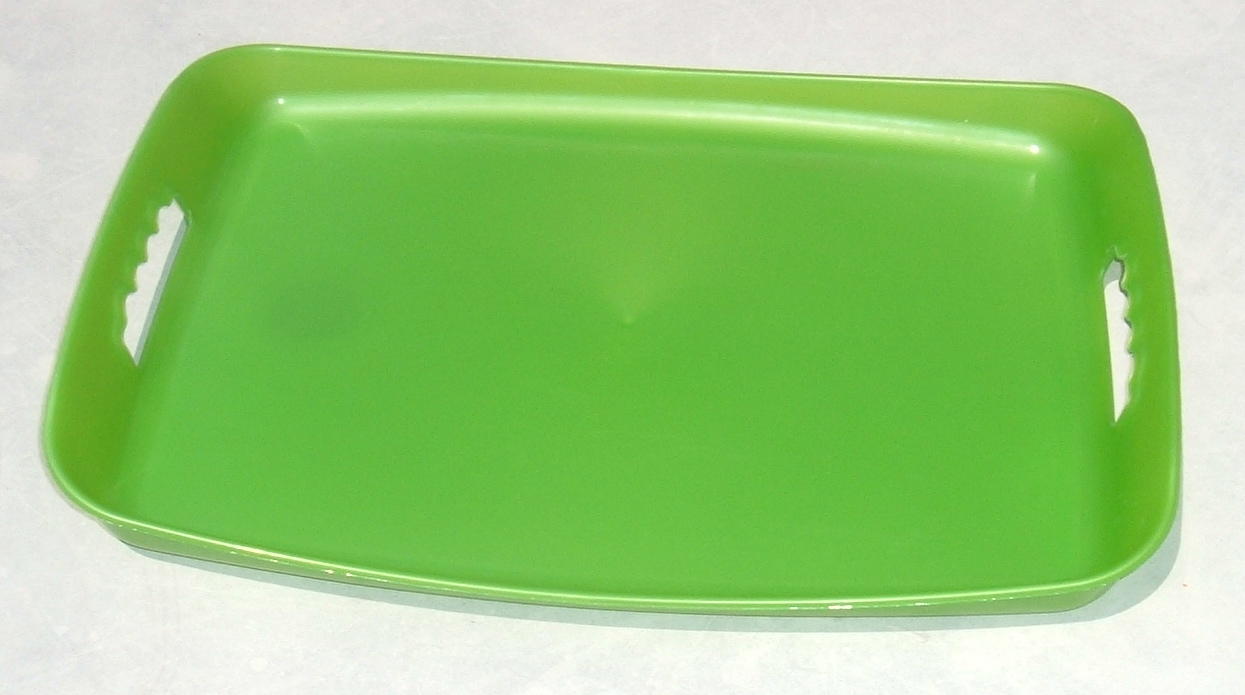
プラスチック製トレイ

トレイもしくはトレー（英語: tray）は、物を載せて使う浅い容器。盆（ぼん）。より小型のものはサルヴァー (salver) という。
平らだが縁が上がっていて、物がこぼれないようになっている。形はさまざまだが、長方形や楕円形が多い。取っ手がついていることもある。

## 用途
様々な種類があり、用途に応じて使い分けられている。

### 例
以下は具体例である。
- 書類を収納（デスクトレイ、レタートレイ）
この用途になぞらえて、一部のメーラーでは受信メール用のフォルダを「受信トレイ」と表現している。
- ペンを収納（ペントレイ）
- 食事を供するとき、皿などが並べられる（サービストレイ）。
- カップ等を置くとき（コースタートレイ）。
- オーブンや電子レンジなどに食品を入れるとき。
- 手術中に手術用具が並べられる。
- 袱紗を載せるとき（袱紗盆、広蓋）。
- 名刺を載せるとき（名刺盆）。
- 賞状を載せるとき（賞状盆）
- タバコの灰を入れるとき（煙草盆）。
- レジや会計の時（カルトン）
- 茶道に使う盆
  - 千歳盆（ちとせぼん）
  - 花形盆（はながたぼん）
  - 山道盆（やまみちぼん）
- 宴会芸

## 盆の一覧

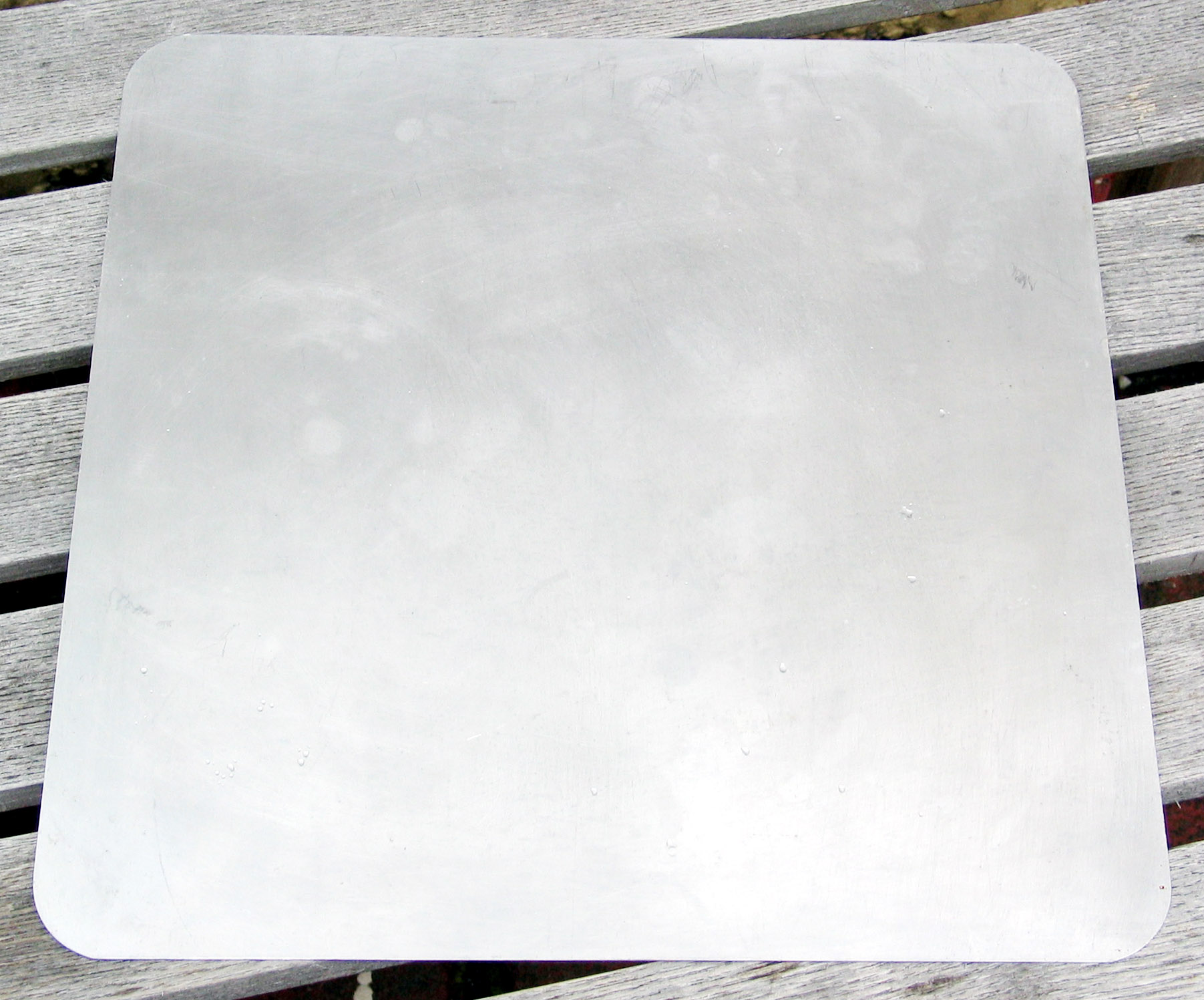
オーブン用のトレイ
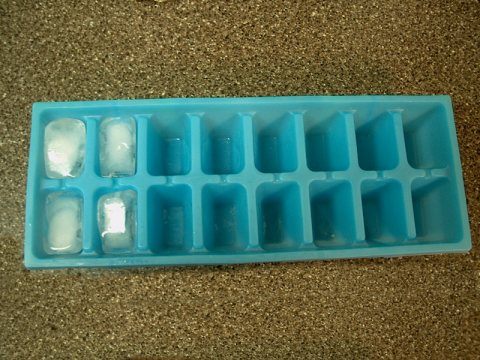
製氷用のトレイ
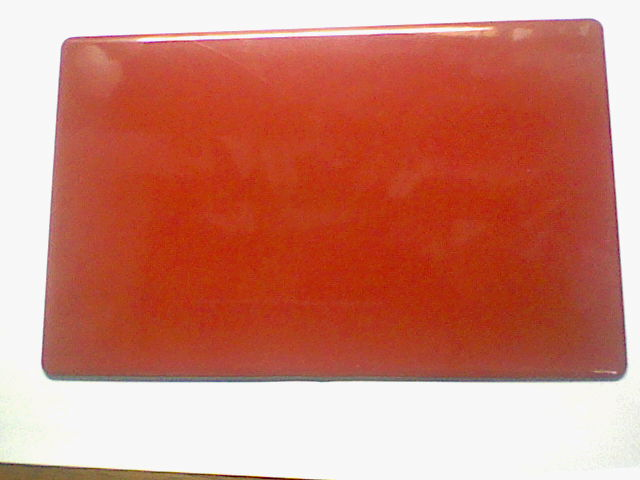
慶事に用いる袱紗盆
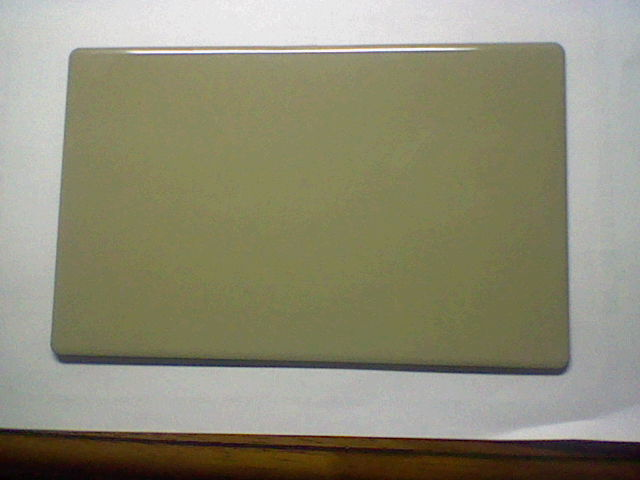
弔辞に用いる袱紗盆
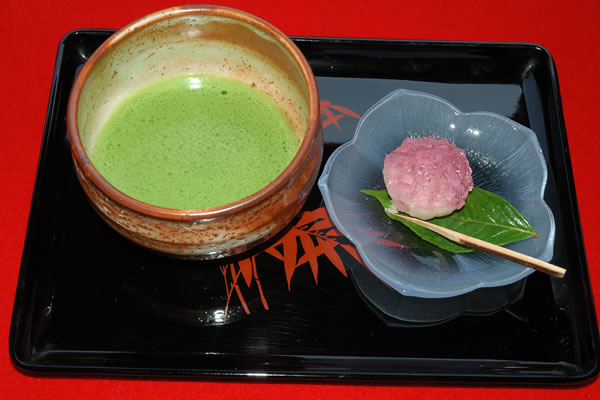
抹茶と和菓子
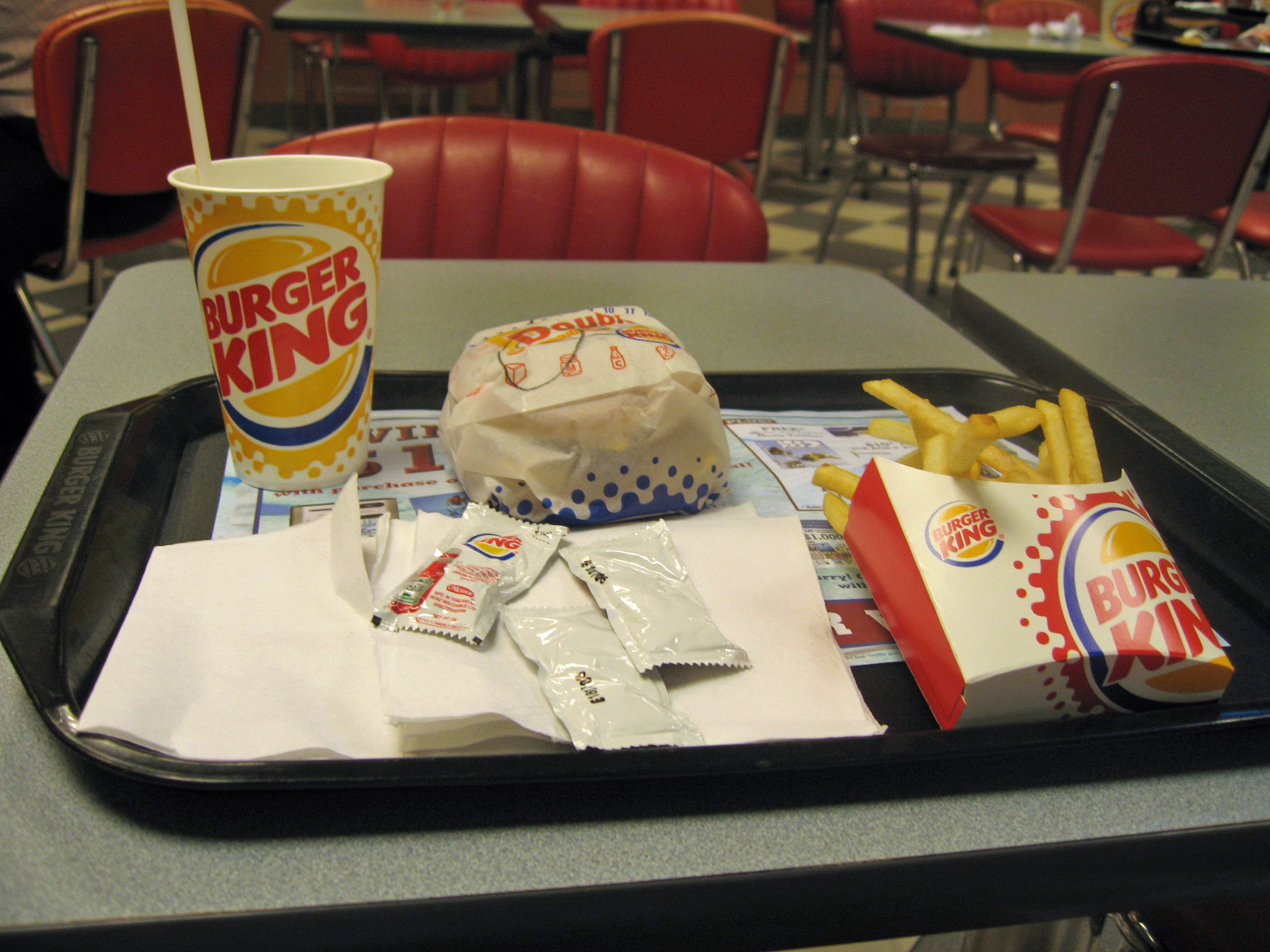
バーガーキング
食堂
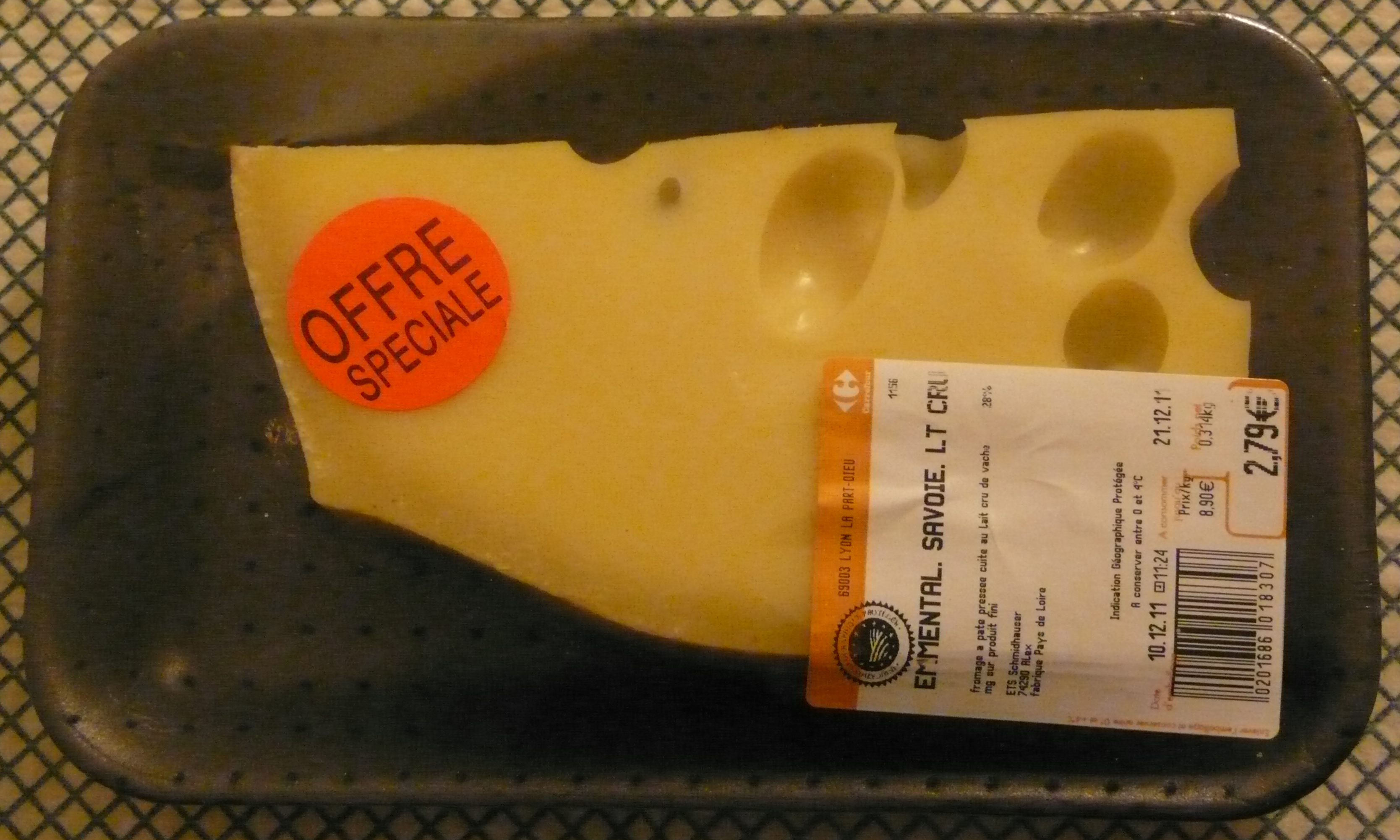
発泡トレイ
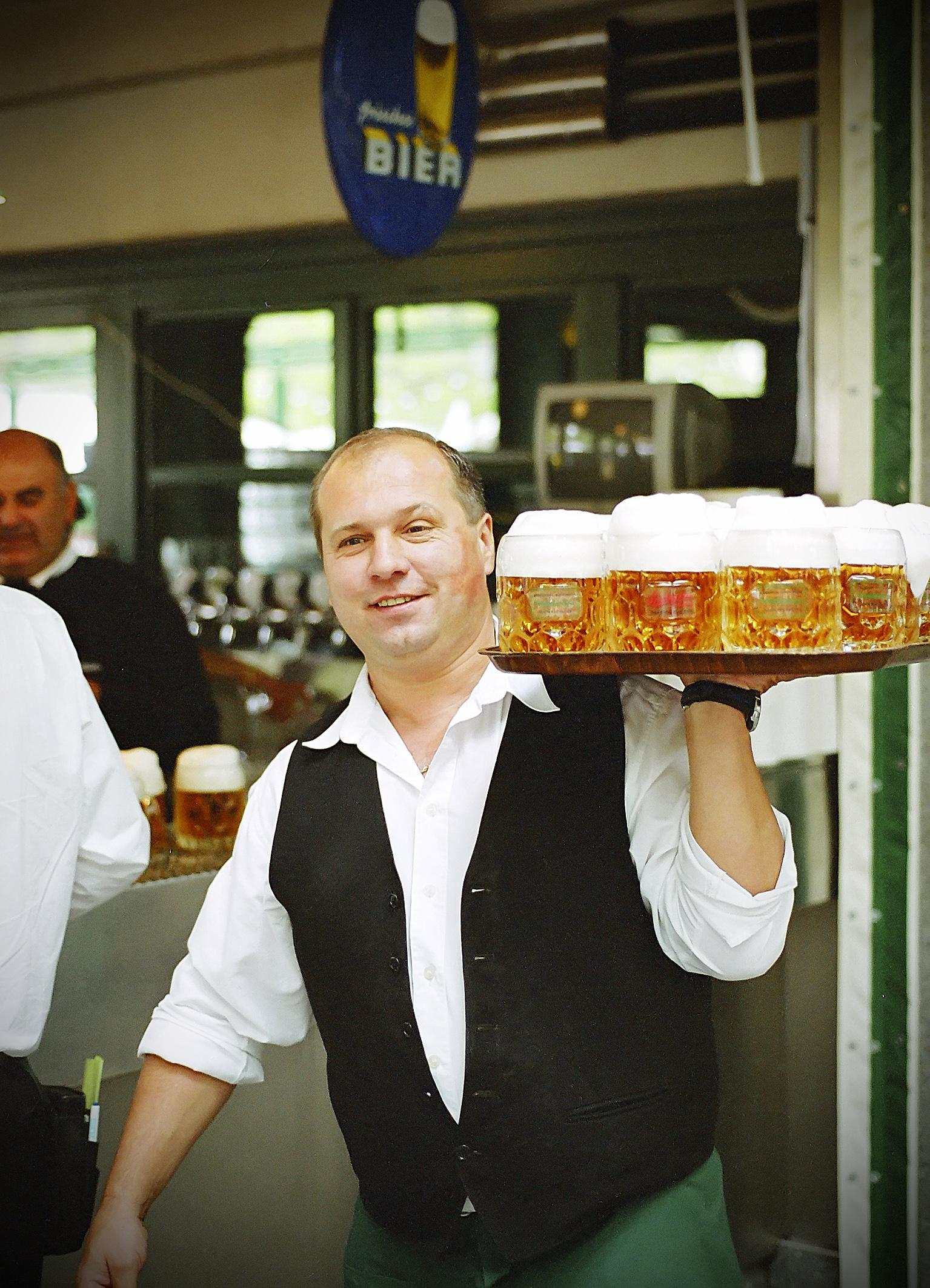
ビールジョッキを運ぶウェイター
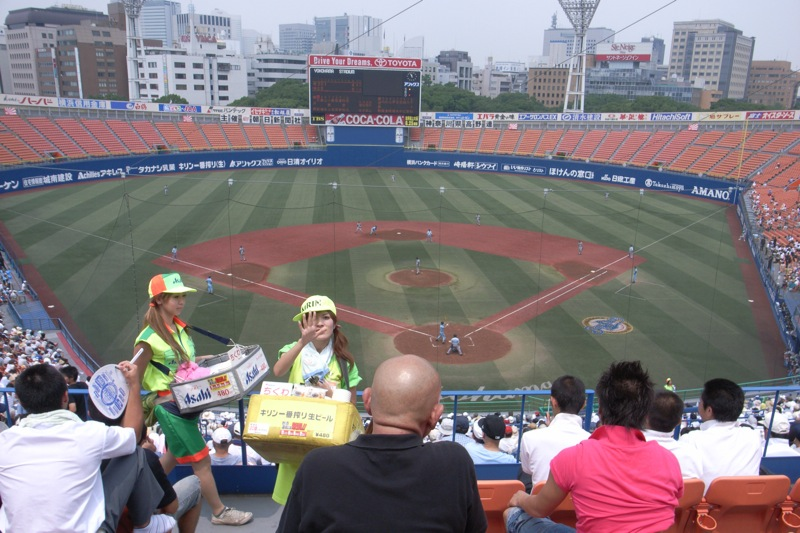
売り子 1
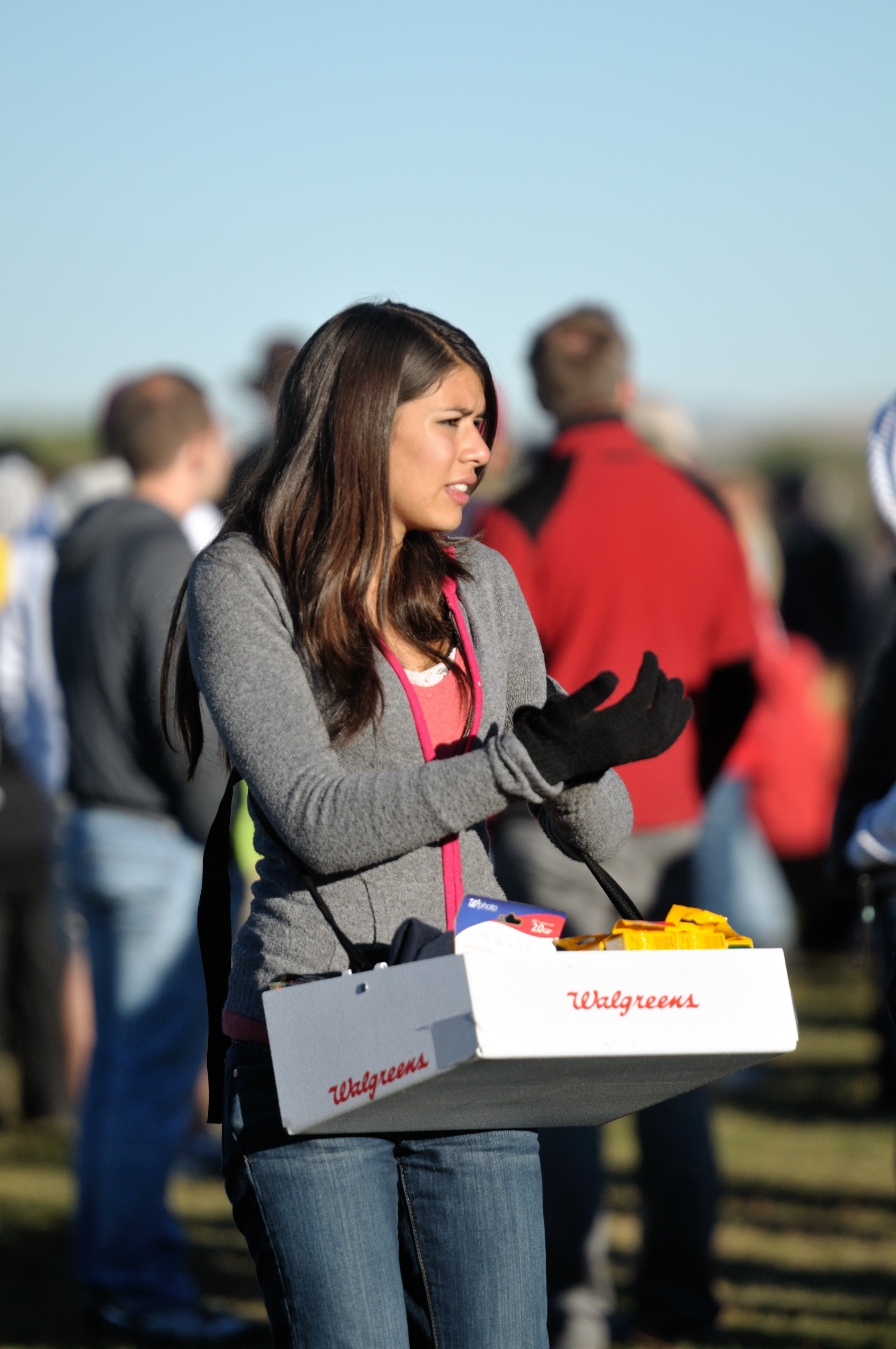
売り子 2